# Isidore Pils
Isidore Alexandre Auguste Pils, más conocido como Isidore Pils (París, 19 de julio de 1813 o bien 7 de noviembre de 1815 -  Douarnerez, 3 de septiembre de 1875), pintor francés.

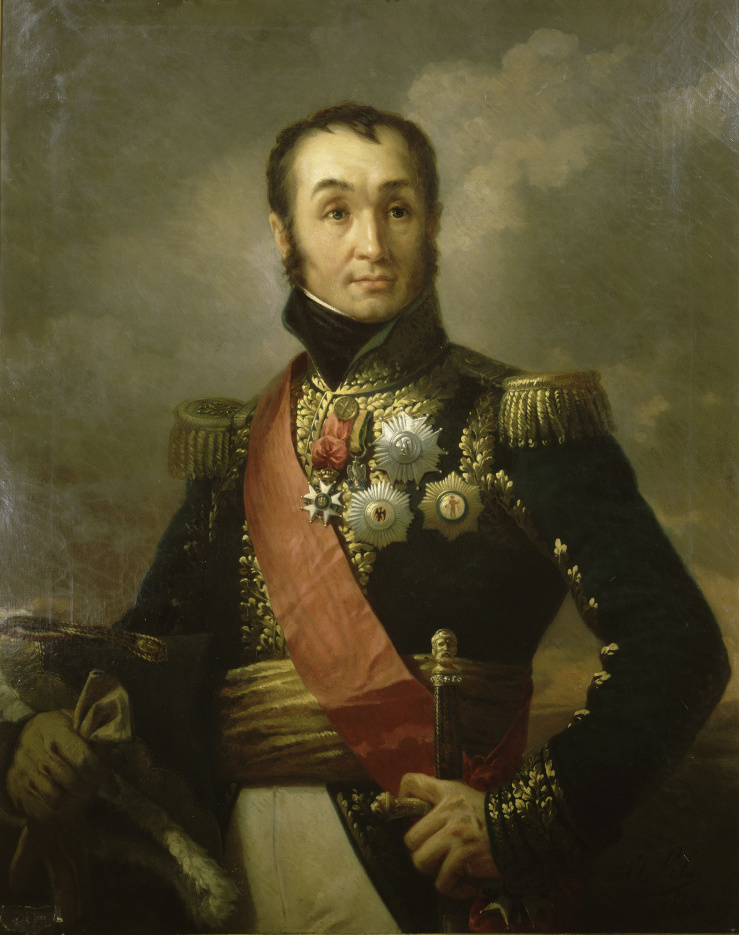
Isidore Pils: Retrato del mariscal Nicolas Oudinot

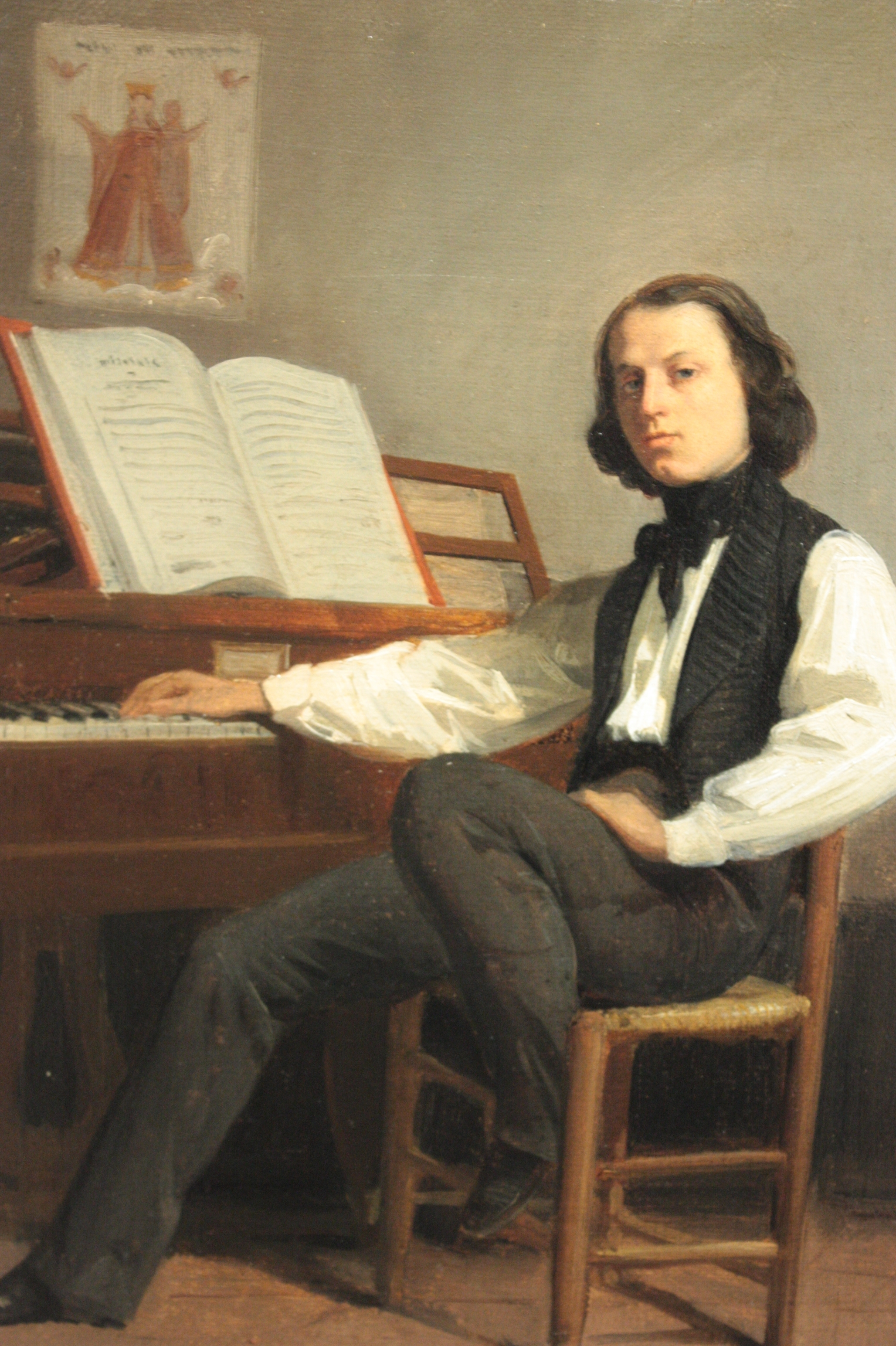
El compositor Georges Bousquet (1841), retrato del pintor Isidore Pils

## Biografía

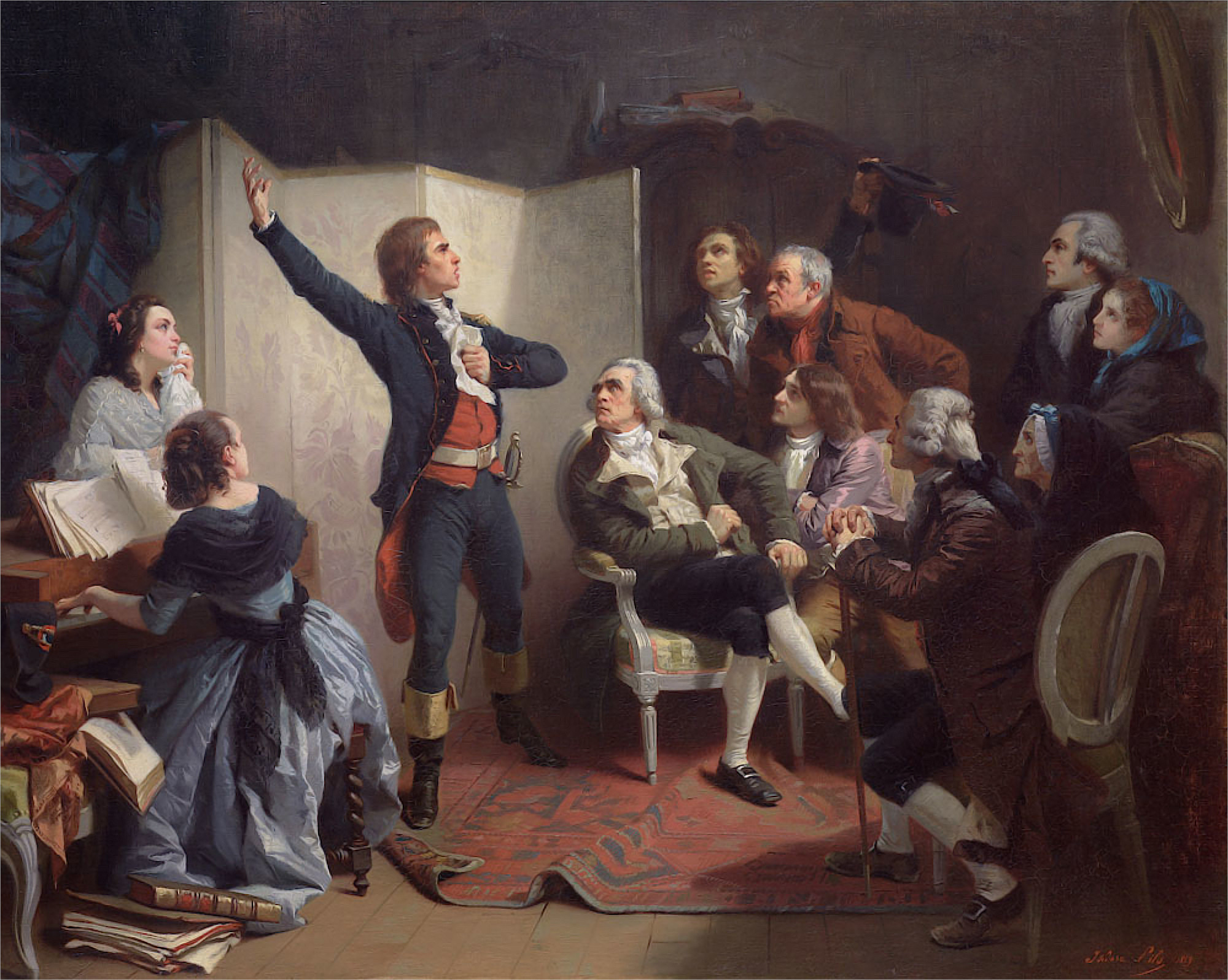
Rouget de l’Isle cantando La Marsellesa, 1849, Museo histórico de Estrasburgo.

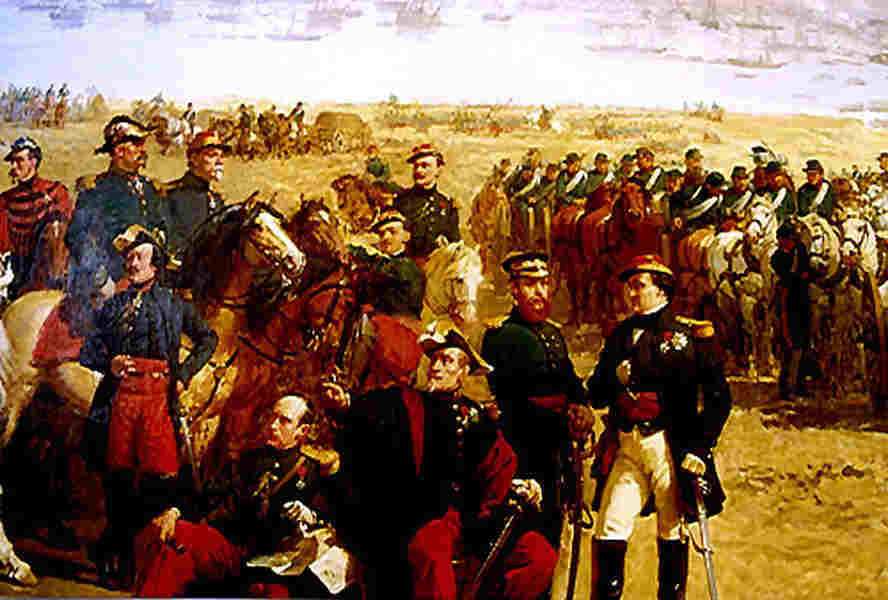
Tropas aliadas en Crimea (1855)

Existe una cierta controversia sobre su fecha de nacimiento, aunque los testimonios más sólidos obran en señalar a 1815 como el año real de su natalicio. Era hijo de un soldado del mariscal Nicolas-Charles Oudinot, y manifestó un temprano talento pictórico. Hacia 1826 entró en el taller de Guillaume Lethière, junto al cual estudió la materia cuatro años. Fue asimismo alumno de François-Édouard Picot (1786-1868) y fue laureado con el premio de Roma (1838) en la categoría de pintura de tema histórico por su Saint Pierre guérissant un boiteux à la porte du Temple; luego disfrutó de una estancia en la Academia de Francia en Roma en villa Médicis, dirigida entonces por Ingres.
De salud frágil por una tuberculosis, viajó convaleciente a Ischia durante el verano de 1839 y aprovechó su estancia en Italia para visitar Nápoles, Venecia y Florencia.  Sus primeras pinturas fueron de inspiración religiosa, pero, habiendo seguido a las tropas francesas a la Guerra de Crimea, marchó al cercano Oriente entre 1854 y 1855 y comenzó a orientarse hacia la pintura militar. Su obra más célebre es Rouget de L’Isle chantant pour la première fois la Marseillaise en  1792, en la casa de Dietrich en Estrasburgo, cuadro concluido en 1849. 
En 1860 compartió su taller parisino con el pintor Alfred de Dreux. Envió su cuadro La Fête donnée à l’Empereur et à l’Impératrice à Alger en 1860 a la Exposición universal de 1867 y, nombrado profesor de pintura en la Escuela de Bellas Artes de París de 1863 a 1875, partió ese mismo año a Argelia a reponerse de su enfermedad, aunque no dejó de pintar. En 1867 entró en la Academia de Bellas Artes de Francia y fue honrado con el título de Oficial de la Legión de Honor. Entre sus alumnos, figura el pintor Eugène Chaperon.
Pintó numerosas escenas militares durante el Sitio de París por los prusianos en 1871y le eligieron para pintar una parte del techo de la gran escalera de la Ópera Garnier; se le deben también no pocos cuadros de tema oriental. En el momento de su fallecimiento en 1875, sus últimas palabras exhortaron a los pintores a trabajar del natural.

## Algunas obras suyas en museos públicos
- Museo de Bellas Artes de Burdeos: Tranchée devant Sébastopol
- Chantilly, Museo Condé : Kabyles
- Museo Nacional del Castillo de Compiègne : Autoportrait
- Museo de Bellas Artes de Dole : Les Hébreux en captivité
- Palacio de Bellas Artes de Lille : Le Maréchal Molitor sur son lit de mort
- París, Ópera Garnier: decoración de techos
- Muséo Histórico de Estrasburgo : Rouget de l’Isle chantant La Marseillaise (1849)

## Algunos alumnos
- Édouard d'Apvril
- Jules Bernard
- Ulysse Butin (1838-1883)
- Armand Charnay (1844-1915)
- Léon Choubrac
- Alfred Choubrac
- Henry Coeylas
- Ernest Ange Duez (1843-1896)
- Julien Dupré (1851-1910)
- Gabriel Ferrier
- Edouard Loridon
- Gustave Maincent (1848-1897)
- Léon-Louis Oury
- Paul Renouard